# Real D Cinema

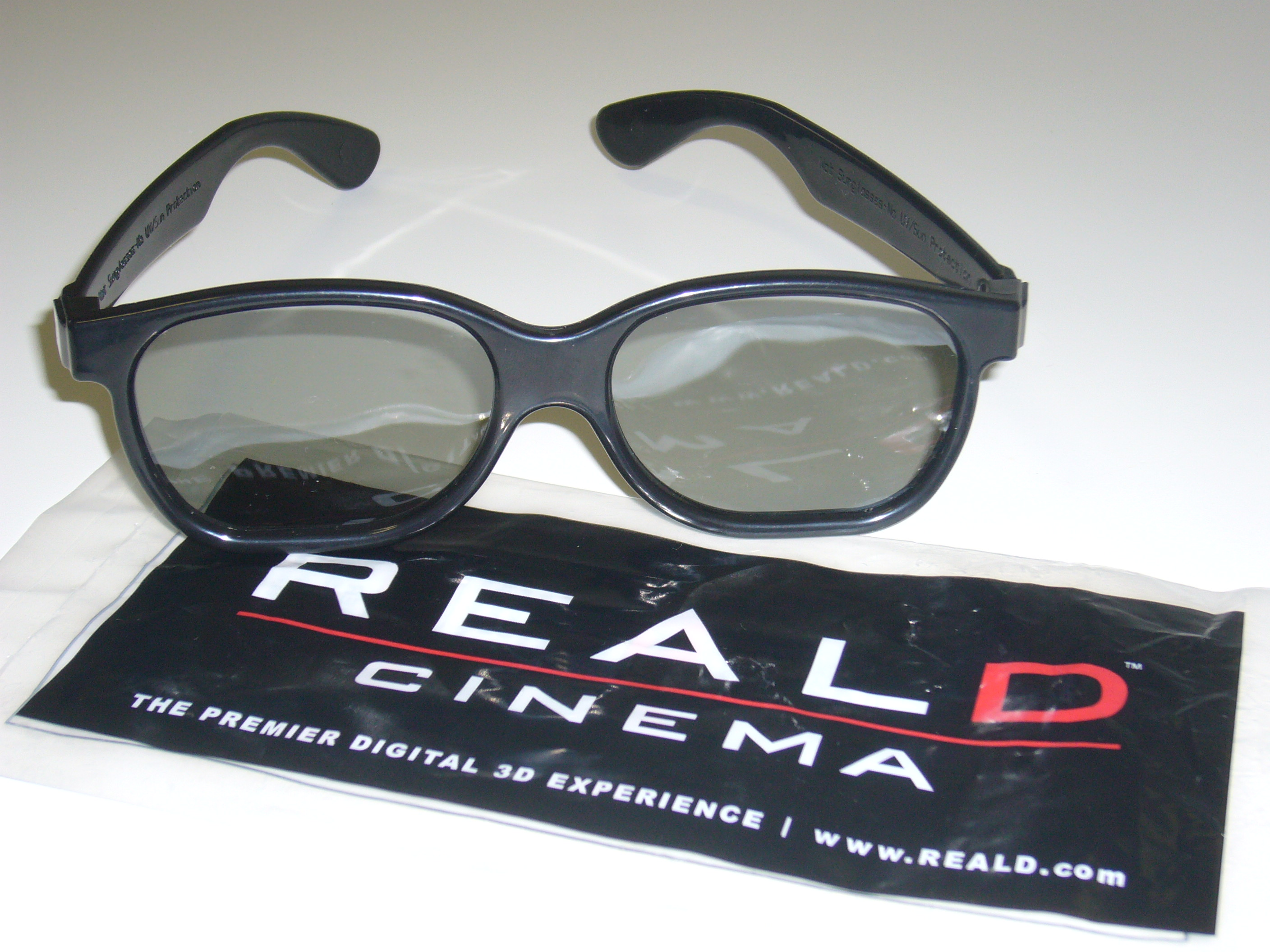
RealD glasögon.

Real D Cinema är ett system för att visa biofilm i tre dimensioner (3D-film). Systemet använder sig av en digital filmprojektor som visar filmen i 144 bilder per sekund, 72 bilder i sekunden för varje öga. Med hjälp av polariserade glasögon visas olika bilder för vänster respektive höger öga och ett djup i bilden skapas.
Eftersom systemet bara använder en projektor så får alla bilder samma färg- och ljusförhållanden. Men det innebär också att det inte går att visa bilderna för höger och vänster öga samtidigt. Bilderna visas istället för vartannat öga (den första bilden för vänster öga och den andra för höger, och så vidare). Genom att visa samma bild flera gånger på rad för respektive öga så tror ögonen att de ser bilderna för höger och vänster öga samtidigt. Är grundmaterialet 24 bilder per sekund för varje öga så visas samma bild tre gånger på rad.

## Filmer i Real D
Följande filmer har haft eller planeras att ha premiär på svenska biografer i Real D;
2009
- Bolt
- Resan till Jordens medelpunkt
- Monsters vs Aliens
- Coraline och spegelns hemlighet
- My Bloody Valentine
- U2 3-D
- Ice Age 3
- G-Force
- Upp
- En julsaga
- Avatar

2010
- Det regnar köttbullar
- Toy Story
- Alice i underlandet
- Piranha
- Toy Story 2
- Shrek 4
- Toy Story 3